# Olaroz Chico
Olaroz Chico är en ort i Argentina.   Den ligger i provinsen Jujuy, i den norra delen av landet, 1 500 km nordväst om huvudstaden Buenos Aires. Olaroz Chico ligger 4 081 meter över havet och antalet invånare är 183.
Terrängen runt Olaroz Chico är kuperad västerut, men österut är den platt. Terrängen runt Olaroz Chico sluttar brant österut. Trakten runt Olaroz Chico är nära nog obefolkad, med mindre än två invånare per kvadratkilometer.. Det finns inga andra samhällen i närheten.
Trakten runt Olaroz Chico är ofruktbar med lite eller ingen växtlighet.